# Муна (муниципалитет)
Муна (исп. Muna) — муниципалитет в Мексике, штат Юкатан, с административным центром в одноимённом городе. Численность населения, по данным переписи 2010 года, составила 12 336 человек.

## Общие сведения
Название Muna с майянского языка можно перевести как мягкая вода, где Mun — нежный, мягкий, и A — вода.
Площадь муниципалитета равна 397 км², что составляет 1 % от общей площади штата, а наивысшая точка — 6 метров над уровнем моря, расположена в поселениях Тимуль и Сакапук.
Он граничит с другими муниципалитетами Юкатана: на севере и востоке c Сакалумом, на юге с Санта-Эленой и Тикулем, и на западе с Машкану и Опиченом.

## Учреждение и состав
Муниципалитет был образован в 1921 году, в его состав входит 14 населённых пунктов, самые крупные из которых:
| Код INEGI                  | Населённый пункт                                                          | Численность населения (2005 год) | Численность населения (2010 год) |
| -------------------------- | ------------------------------------------------------------------------- | -------------------------------- | -------------------------------- |
| 053                        | Всего                                                                     | 11763                            | 12336                            |
| 0001                       | Муна (исп. Muna) 20°29′05″ с. ш. 89°42′47″ з. д. (административный центр) | 10957                            | 11469                            |
| 0003                       | Сан-Хосе-Типсех (исп. San José Tipceh) 20°27′42″ с. ш. 89°40′13″ з. д.    | 488                              | 513                              |
| 0004                       | Яшха (исп. Yaxhá) 20°31′59″ с. ш. 89°40′03″ з. д.                         | 210                              | 229                              |
| 0002                       | Чойоб (исп. Choyob) 20°31′57″ с. ш. 89°42′04″ з. д.                       | 69                               | 89                               |
| 0006                       | Шокчель (исп. Xocchel) 20°24′20″ с. ш. 89°46′46″ з. д.                    | 9                                | 6                                |
| —                          | Прочие                                                                    | 30                               | 30                               |
| Названия на карте Генштаба |                                                                           |                                  |                                  |

## Экономика
По статистическим данным 2000 года, работоспособное население занято по секторам экономики в следующих пропорциях:
- сельское хозяйство и скотоводство — 42,7 %;
- торговля, сферы услуг и туризма — 34,9 %;
- производство и строительство — 21,2 %;
- безработные — 1,2 %.

## Инфраструктура
По статистическим данным 2010 года, инфраструктура развита следующим образом:
- протяжённость дорог: 184,4 км;
- электрификация: 98,1 %;
- водоснабжение: 99,4 %;
- водоотведение: 78,5 %.

## Достопримечательности
В муниципалитете можно посетить церковь Богородицы, несколько часовен, а также бывшую асьенду Сан-Хосе-Тепсех.

## Фотографии

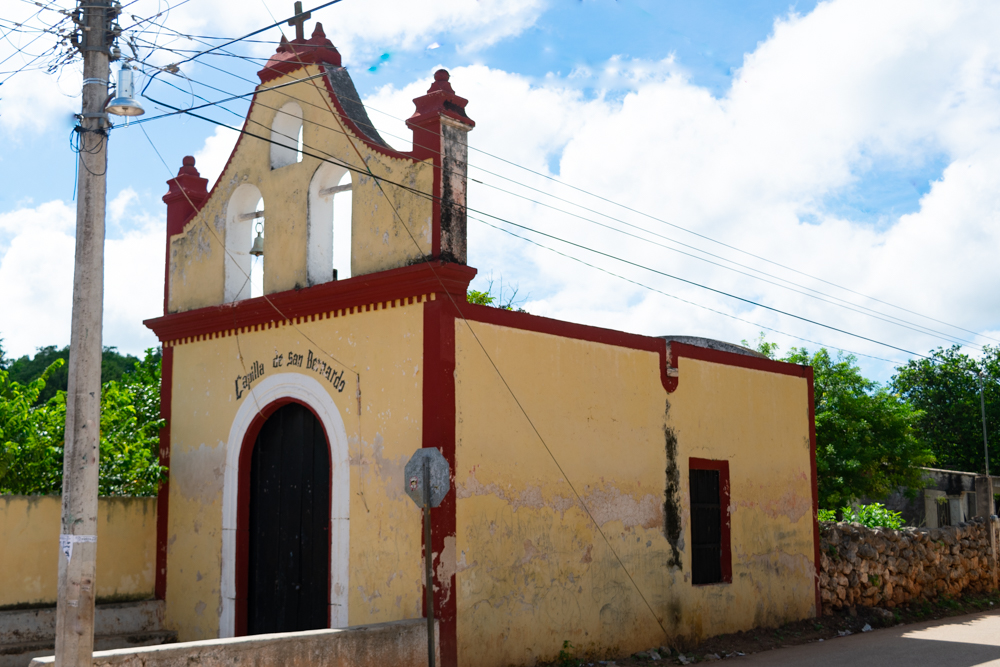
Часовня Сан-Бернандо
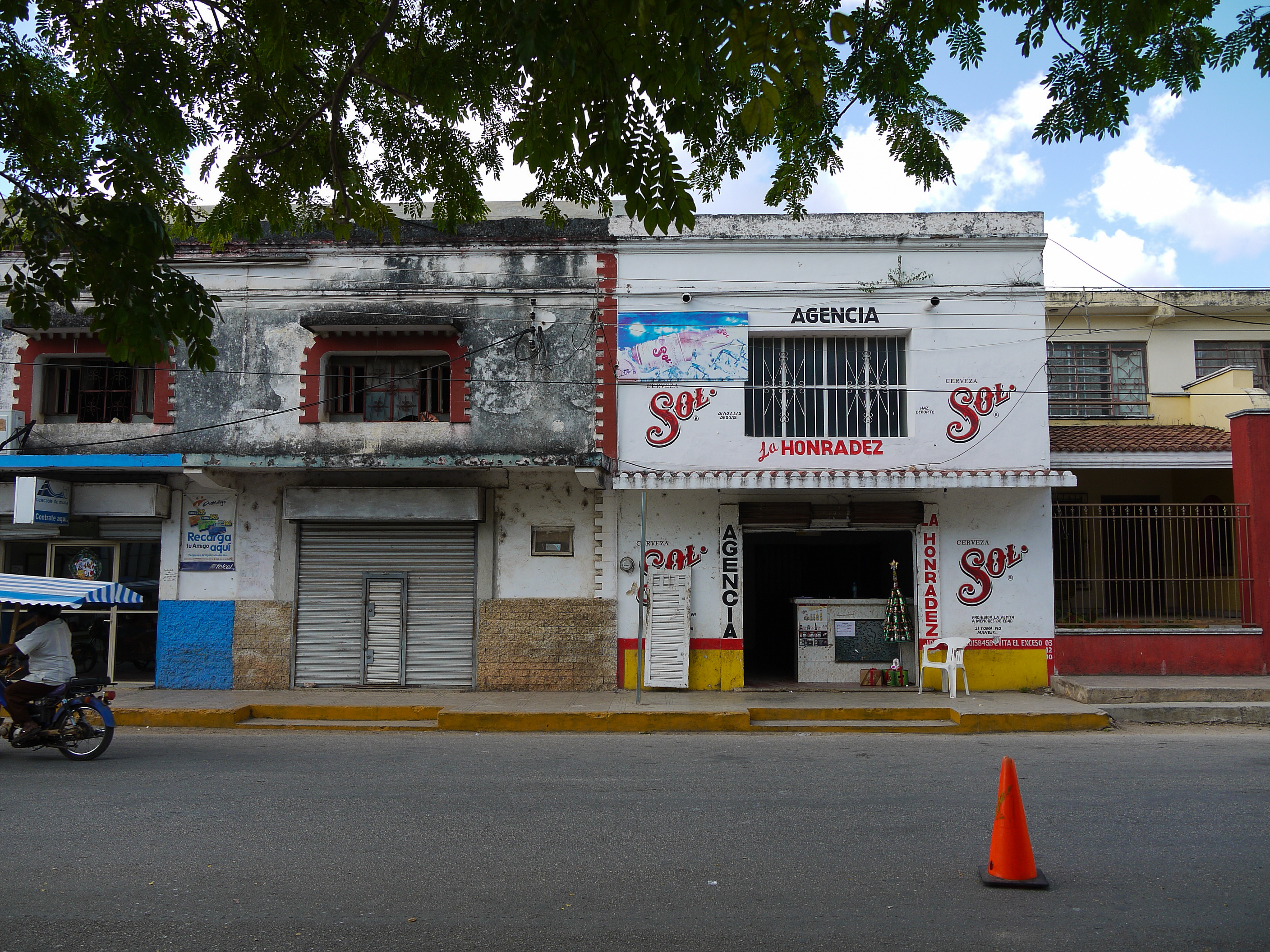
Дома и улочка в Муне